# Лоренцетти, Пьетро
Пьетро Лоренцетти (итал. Pietro Lorenzetti; ок. 1280, Сиена — 1348, там же) — живописец итальянского проторенессанса, сиенской школы. Старший брат живописца Амброджо Лоренцетти. Пьетро традиционно считается менее изобретательным и более консервативным художником, чем его брат Амброджо, и это справедливо, но лишь отчасти. Подобно Симоне Мартини Пьетро Лоренцетти сформировался в среде искусства эпохи Дуччо ди Буонинсенья. «Его стиль, полный утончённой гармонии и грации, сформировался под влиянием основоположника сиенской школы Дуччо ди Буонинсенья и греческой иконописи итало-критская школа итало-критской школы. В этот стиль Лоренцетти вложил новое, почти ренессансное лирическое чувство, особенно ярко проявившееся во фресках в Ассизи».

## Биография
Первое документальное упоминание о Пьетро Лоренцетти датируется 1306 годом, и если в нём речь идет именно об этом Пьетро, то он должен был быть на десять лет старше своего брата, живописца Амброджо Лоренцетти. Документальные свидетельства о Пьетро довольно скудны, если не считать таковыми жизнеописание, составленное Джорджо Вазари, и ограничиваются, в основном, датами, которые он указывал на своих произведениях (из них сохранилось четыре). Предполагается, что он родился между 1280 и 1285 годами и умер около 1348 года.
В связи с этим реконструкция творчества художника и датировка большинства его работ носят предположительный характер. Вазари допустил несколько ошибок в биографии художника, начиная с его имени, которое он исказил как «Пьетро Лаурати» (неправильно прочитав подпись «Петрус Лауренти» (Petrus Laurentii) на иконе Мадонны (ныне находится в Уффици), и не связывая художника с его братом Амброджо. Лоренцо Гиберти никогда не упоминал Пьетро, приписывая, в частности, фрески в церкви Санта-Мария-делла-Скала одному Амброджо, несмотря на подпись «Пьетро».
Обучение Пьетро Лоренцетти, по всей видимости, проходило под руководством Дуччо ди Буонинсенья, а также его современника Симоне Мартини.
С 1310 по 1320 год Пьетро участвовал в работах по обустройству нижней базилики Сан-Франческо в Ассизи совместно с Мартини и другими флорентийскими художниками школы Джотто; он писал фрески в южном трансепте церкви.
Первым из сохранившихся документально подтверждённым произведением Пьетро Лоренцетти является алтарь, полиптих, написанный им в 1320 году для церкви Санта-Мария-делла-Пьеве в Ареццо. В нём, с одной стороны, видно влияние «Маэста» Дуччо, (это касается формата произведения в целом, типов лиц, и интереса к передаче пространства в сцене «Благовещения» в верхней части алтаря), с другой, влияние скульптуры Джованни Пизано (трактовка складок одежды и жесты персонажей). Остальные произведения Пьетро, которые относят к его раннему творчеству, не имеют точных датировок. К 1310-1320-м годам причисляют такие работы, как «Мадонна с Младенцем и ангелами», и полное трагизма «Распятие» (Кортона, музей), «Маэста с донатором» (Филадельфия, музей искусства, собрание Джонсона), небольшое «Распятие со святыми» (Кембридж, Художественный музей Фогг), полиптих «Мадонна с Младенцем и святыми» (Монтикьелло, церковь).
Затем Лоренцетти отправился в Сиену, где в 1329 году написал большой алтарь для сиенской церкви кармелитов «Мадонна со святыми», части которого ныне хранится в сиенской Пинакотеке и музее Нортона Саймона в Пасадине. Изображённая на нём Мадонна с Младенцем на троне в окружении ангелов, святых Николая Барийского и пророка Ильи словно бы списана с «Мадонны Оньисанти» Джотто, а в пределле со сценами из жизни монахов-кармелитов ощущается влияние Мазо ди Банко, одного из последователей Джотто. Там же, в Сиене, в 1335 году Пьетро вместе с братом Амброджо выполнил (позднее утраченные) фрески на фасаде Оспедале Санта-Мария делла Скала.
Около 1340 года Пьетро Лоренцетти написал алтарную картину «Блаженное Смирение» (la pala della beata Umiltà), для флорентийской церкви, а в Пистое появилась картина «Мадонна на троне с Младенцем между восемью ангелами» (1340).
Последним датированным произведением, на котором стоит подпись Пьетро Лоренцетти, является «Рождество Девы Марии». Оно было написано в 1342 году для собора Сиены и являлось центральной частью большого алтарного образа, отдельные фрагменты которого теперь можно обнаружить в разных музеях. Пьетро разместил сцену Рождества Марии, вопреки византийской традиции, в обычных комнатах, характерных для Италии той эпохи.
После 1347 года о художнике нет никаких известий, вероятно, он умер, как и его брат, во время чумы 1348 года.

## Галерея

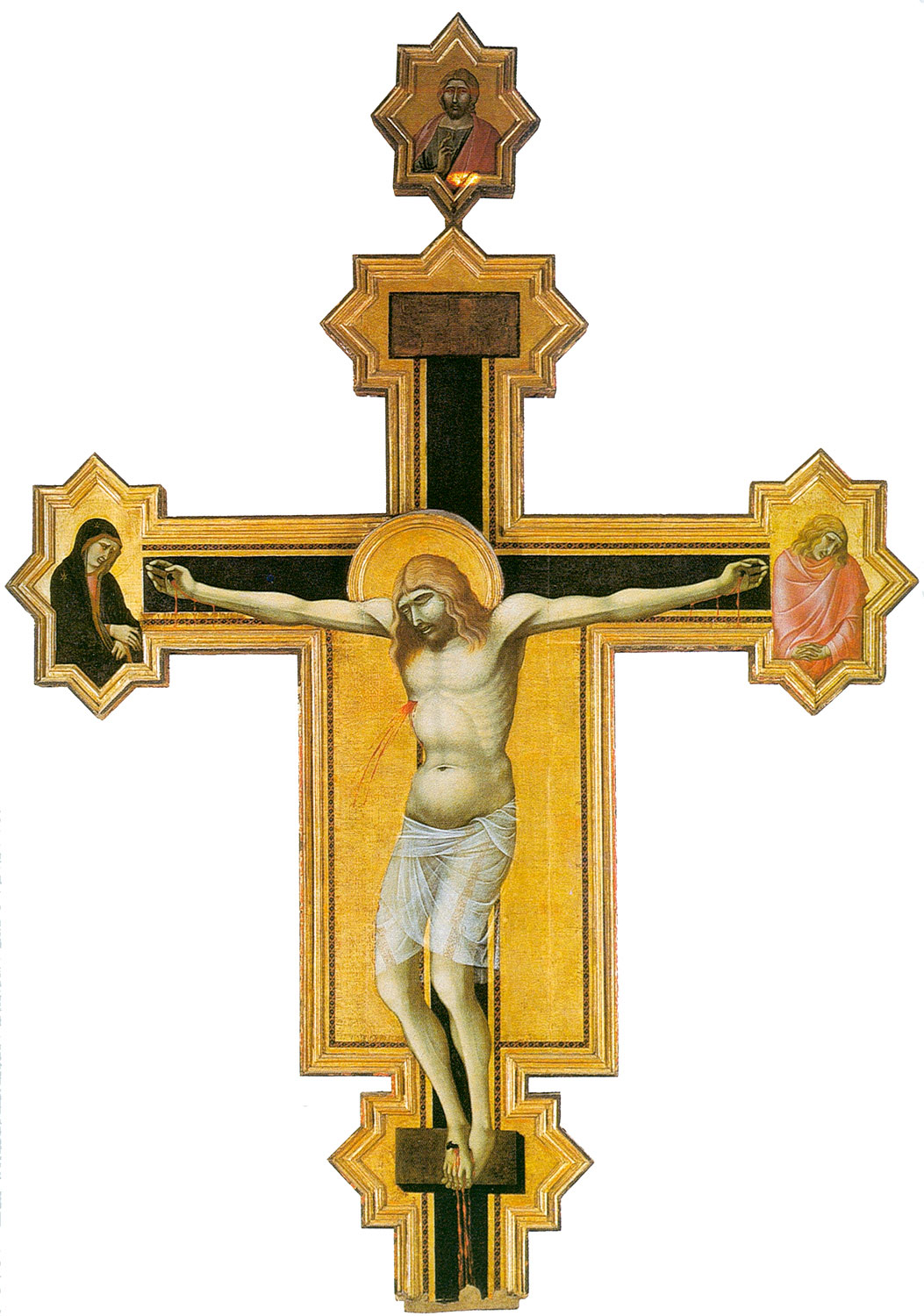
Распятие. Ок. 1320. Дерево, темпера. Муниципальный музей, Кортона
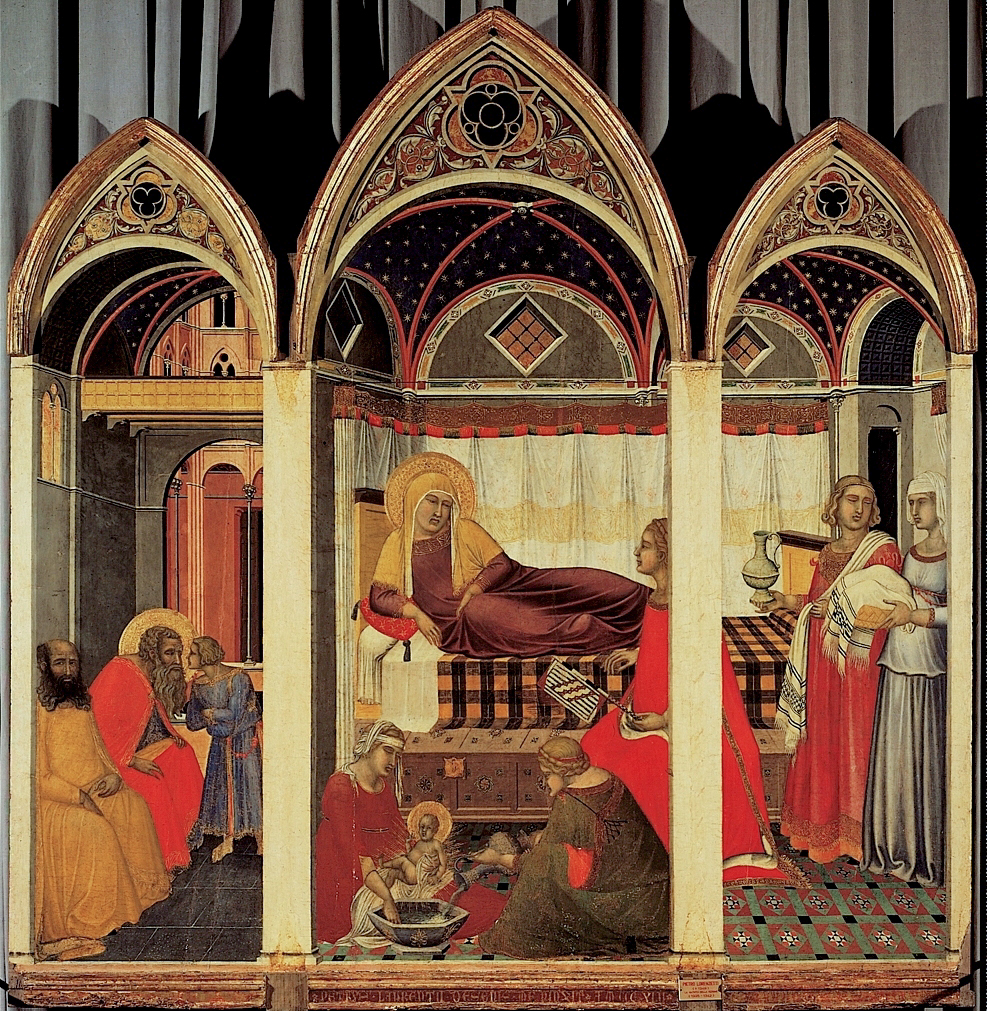
Рождество Марии. 1342. Музей произведений искусства Собора, Сиена
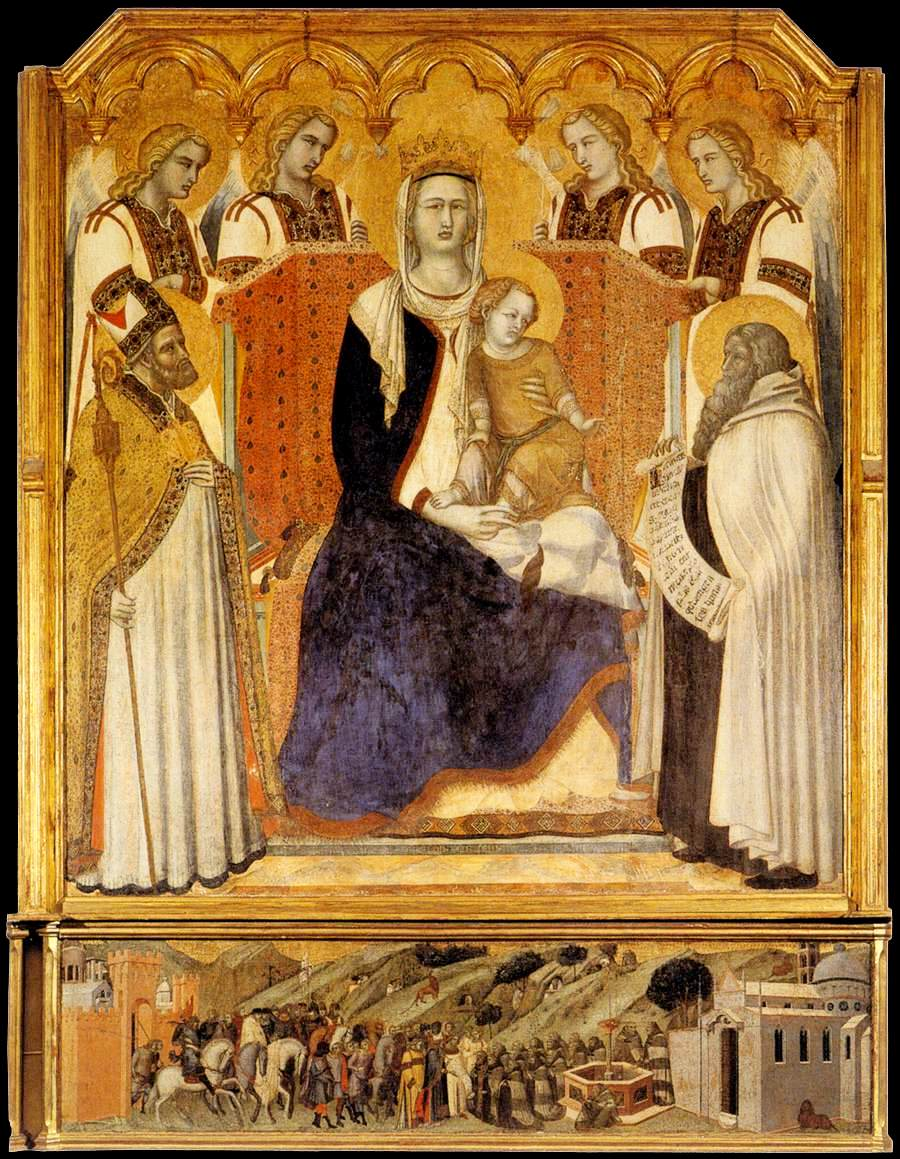
Мадонна с Младенцем, святыми Николаем Барийским, Ильёй и ангелами. 1328. Дерево, темпера, золочение. Пинакотека, Сиена
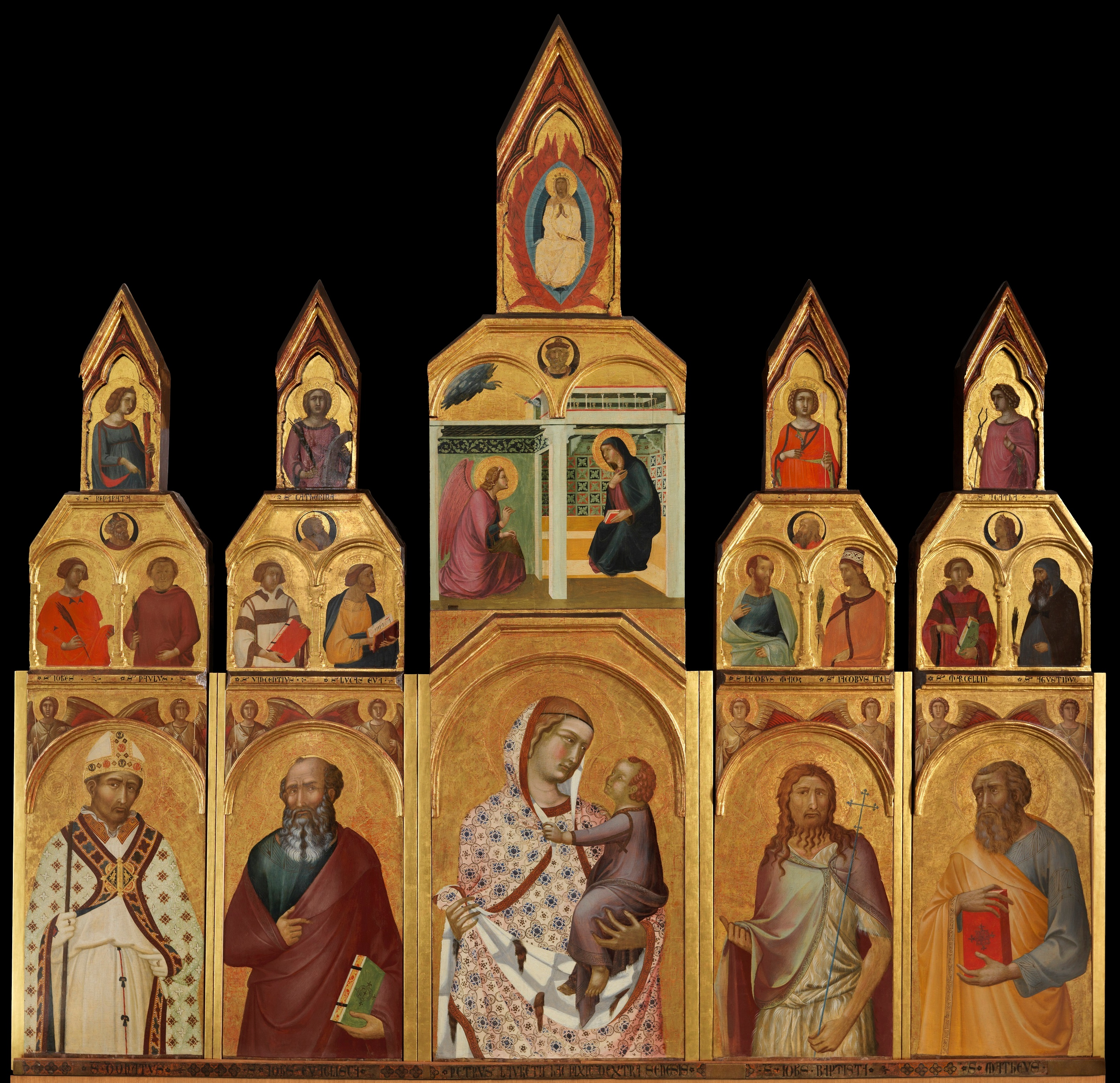
Полиптих Тарлати. 1320. Дерево, темпера, золочение. Церковь Санта-Мария-делла-Пьеве, Ареццо
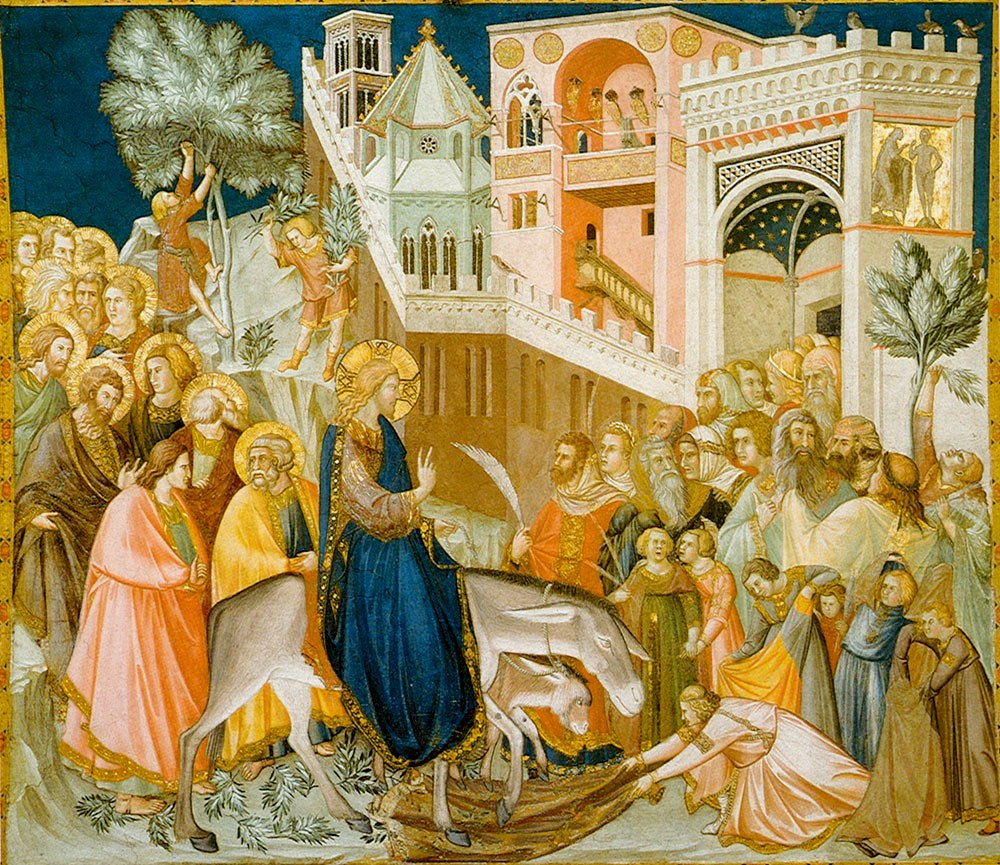
Вход в Иерусалим. фреска. 1320. Фреска. Базилика Сан-Франческо, Ассизи
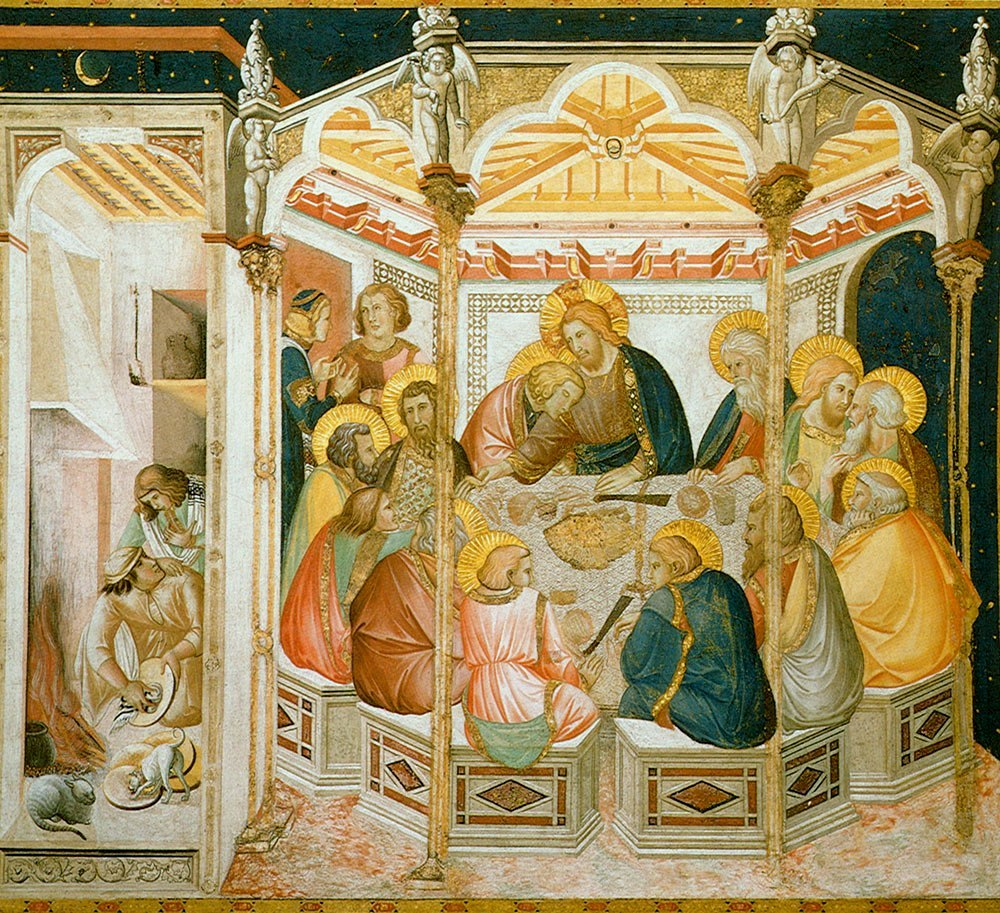
Тайная вечеря. 1320. Фреска. Базилика Сан-Франческо, Ассизи
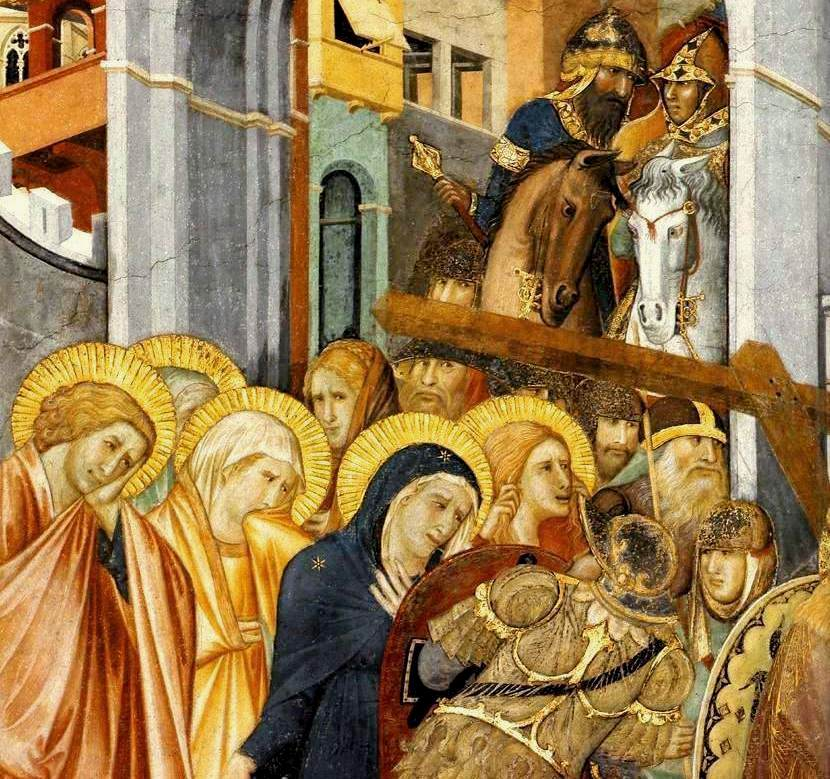
Несение креста. Деталь. 1320. Фреска. Базилика Сан-Франческо, Ассизи
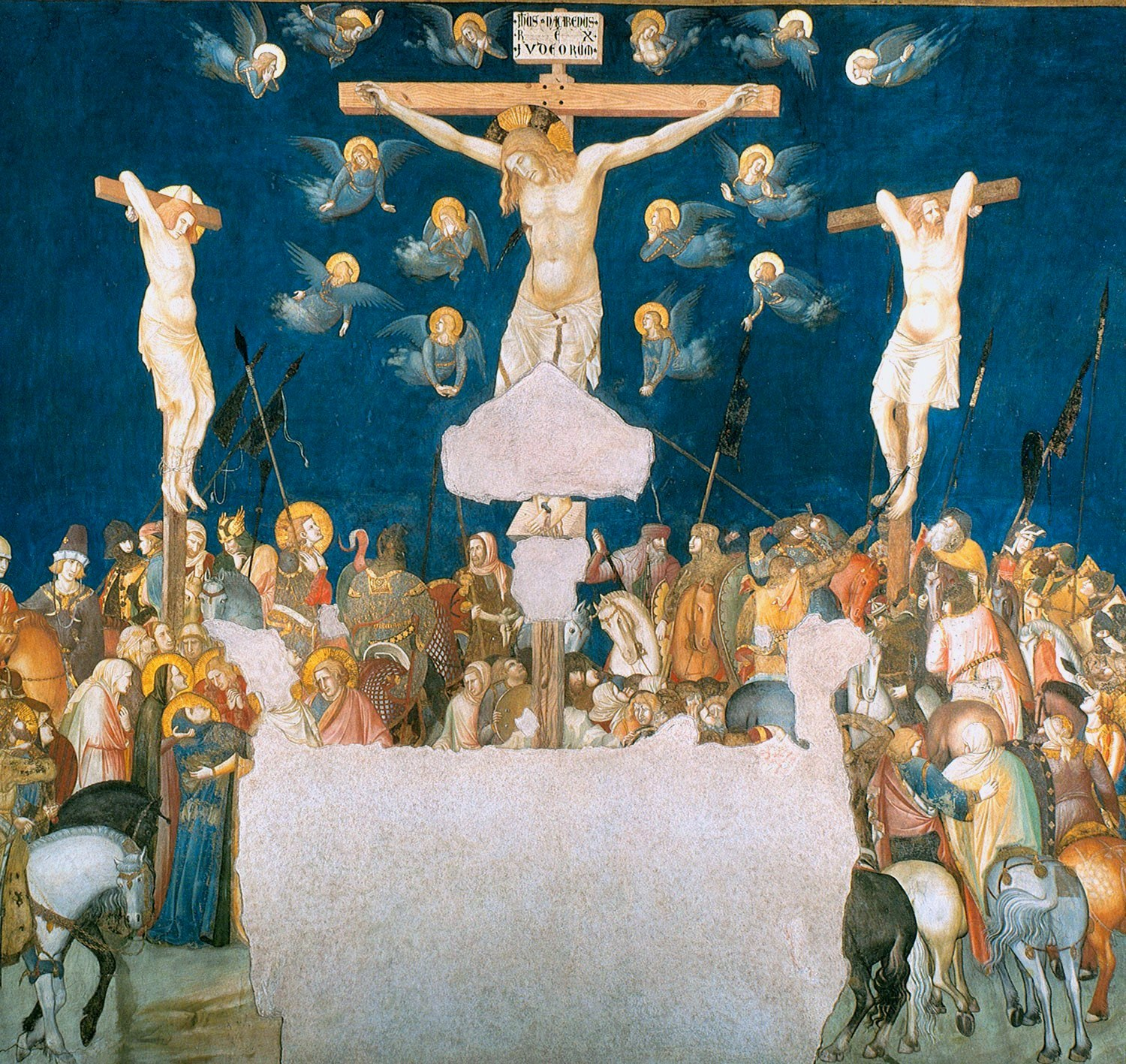
Распятие. 1320. Фреска. Базилика Сан-Франческо, Ассизи
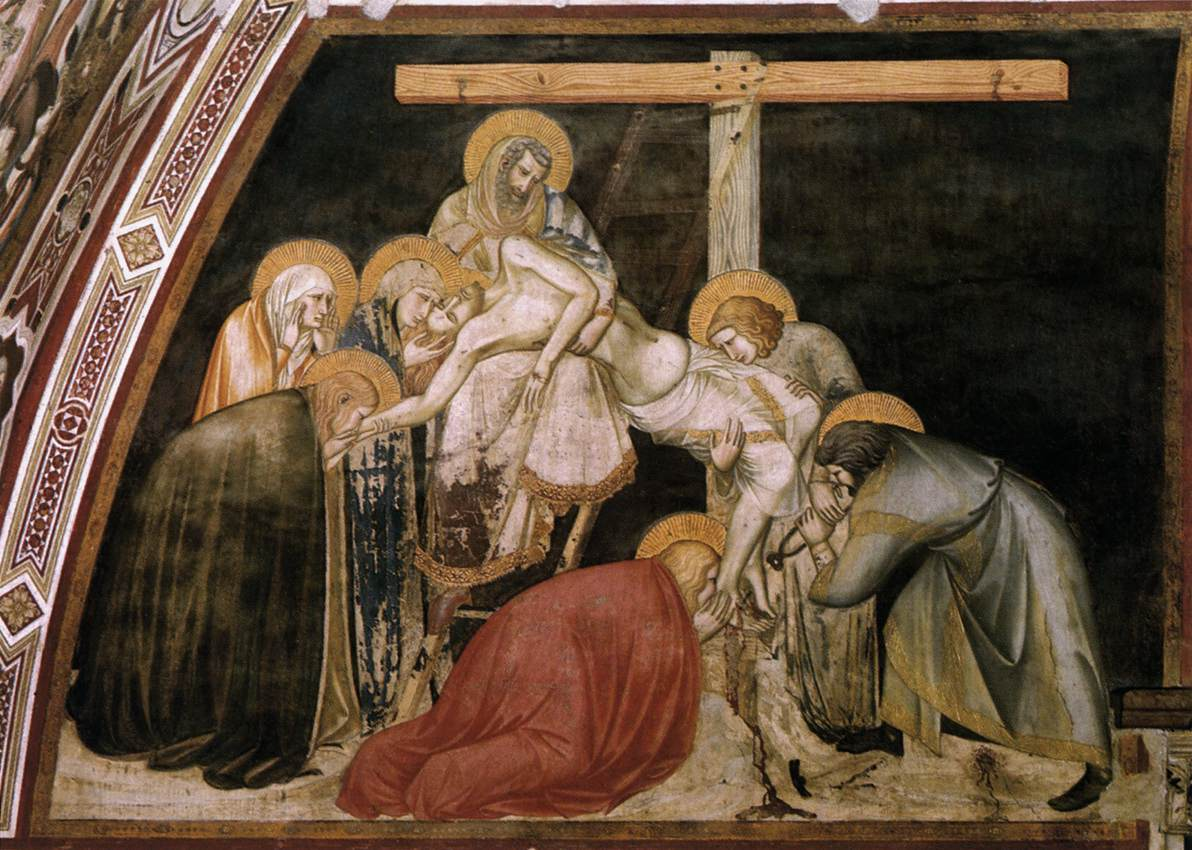
Снятие с креста. 1320. Фреска. Базилика Сан-Франческо, Ассизи
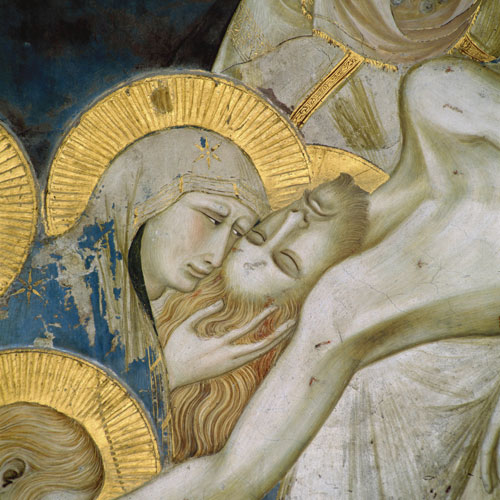
Деталь фрески
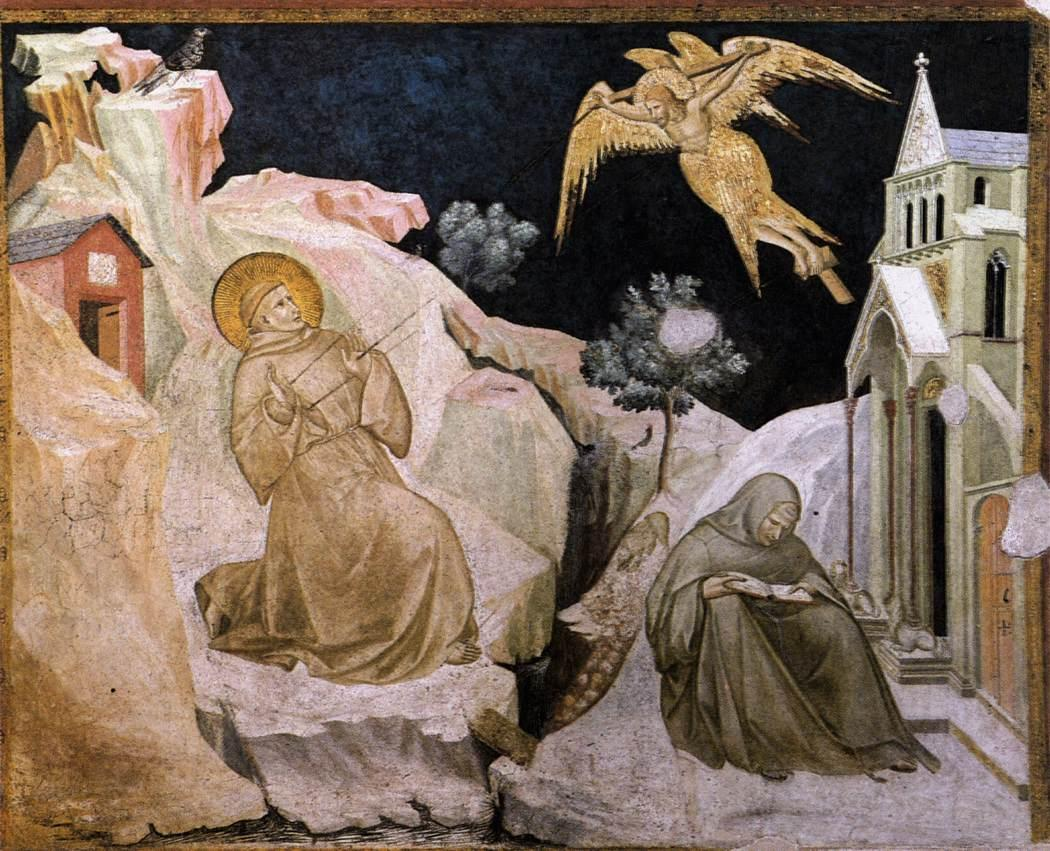
Стигматизация Святого Франциска.

## Оценки творчества
Главным и самым известным произведением Пьетро Лоренцетти являются фрески в Нижней церкви базилики Сан-Франческо в Ассизи. Знаменитый «Страстной цикл» в Нижней церкви в Ассизи был завершающим этапом росписи западного трансепта этого храма. Авторство Пьетро Лоренцетти документально не засвидетельствовано. Оно признается на основании стилевого сходства, выявленного впервые в 1864 году Джозеф Арчер Кроу и Джованни Баттиста Кавальказелле.
Датировка этих фресок также не имеет точного определения, у разных специалистов она колеблется от 1315 до 1345 года. Однако большинство исследователей принимает точку зрения, согласно которой они были созданы около 1320 года. Фрески Лоренцетти открываются композицией «Вход Христа в Иерусалим» на западной стене храма. Далее следуют «Тайная вечеря», «Омовение ног», «Взятие под стражу», «Бичевание Христа», «Несение креста», «Распятие», «Снятие с креста», «Положение во гроб», «Воскресение», и «Самоубийство Иуды».
В отличие от Дуччо, Джотто и Симоне Мартини, влияние которых в его работе несомненно, для Лоренцетти характерно усиление экспрессии. В его фресках есть всё: и внимание к бытовым деталям, столь характерное для сиенской живописи первой половины XIV века, и колоритные городские виды, и разнообразие костюмов того времени, особенно в костюмах солдат в сценах «Распятия» и «Взятия под стражу».
Искусство Пьетро с новациями в области формы и цвета, имело значительное влияние. Как и в случае с Симоне Мартини, можно утверждать, что после смерти Пьетро его влияния не избежал ни один сиенский художник.

## Работы художника
- Работы в музеях мира. Artcyclopedia. Дата обращения: 4 апреля 2018.